# Werinher
Werinher († 6. Juli 1167) war von 1133 bis 1167 Abt und Bibliothekar des Klosters St. Gallen. Urkundlich fassbar wird er erstmals im März 1134.

## Wirken
Werinher war Custos und wurde nach dem 1. Mai 1133 Abt des Klosters St. Gallen. Nach turbulenten Jahrzehnten mit Wahlen von Gegenäbten verlief die Abtwahl erstaunlich friedlich, wie die Chroniken betonen. Seine Amtsführung richtete er auf Reformen des klösterlichen Lebens aus. Einige Mönche, die es mit der Klosterzucht nicht so genau nahmen, zeigte er 1134 beim päpstlichen Legaten Kardinal Dietwin an. Dieses rigide Vorgehen im Namen der Klosterzucht rief Widerstand vonseiten der Mönche hervor, doch konnten die innerklösterlichen Konflikte bald beigelegt werden. Am 12. April 1139 erhielt er von Papst Innozenz II. die Privilegien- und Besitzbestätigung. 1145 erneuerte er die bestehende Gebetsverbrüderung mit dem Kloster Reichenau. Als Bauherr errichtete er die Kirchen St. Leonhard und St. Egidius, die Papst Eugen III. am 13. Februar 1152 unter seine Protektion stellte. 1162 konnte er von Herzog Welf von Ravensburg das Kloster Ittingen erwerben. Da dessen Schirmvorgt Graf Udalrich von Gamertingen ohne Nachkommen verstarb, gelangte die Vogtei in St. Galler Besitz, wurde von Abt Werinher aber später für 300 Mark Silber an Graf Rudolf von Pfullendorf verkauft.